# ヘザース/ベロニカの熱い日
『ヘザース/ベロニカの熱い日』（ヘザース/ベロニカのあついひ、Heathers）は、1988年のアメリカ合衆国の青春映画。学校内の上下関係を描いたシニカルな青春ブラック・コメディで『ハイスクール白書 優等生ギャルに気をつけろ!』や『ゴーストワールド』といった青春シニカル・コメディの先駆け的作品である。1988年10月のミラノ国際映画見本市（MIFED）で初上映された。

## ストーリー
ベロニカ（ウィノナ・ライダー）は、ヘザースという名の女子三人組の取り巻きとしてこき使われ、チアリーダーやフットボール部員（ジョック）が威張り散らすハイスクール生活に心底うんざりしていた。そんなとき、転校生JD（クリスチャン・スレーター）がやってくる。フットボール部員たちにも不敵な態度をとるJDに、ベロニカは「ヘザースなんか殺してやりたい！」とこぼす。JDはそれに対して「じゃあ殺しちゃえば？」と冗談とも本気ともつかぬ発言をする。ある時、パーティでフットボール部員2人に輪姦されたと吹聴されたベロニカはJDと結託、おもちゃの銃で報復を実行したが、JDの銃は男たちに火を噴いた。ハイスクールの権力者2人をいとも簡単に殺したJDは、慌てまくるベロニカを巻き込んで、とんでもない事態をハイスクールに引き起こしていく。

## キャスト
- ベロニカ・ソーヤー - ウィノナ・ライダー： 女子高生。
- ジェイソン・ディーン（JD） - クリスチャン・スレーター： 転校生。大手建設会社社長の息子。
- ヘザー・デューク - シャナン・ドハーティー： ヘザースの2代目リーダー。
- ヘザー・マクナマラ - リザンヌ・フォーク（英語版）： ヘザースのメンバー。チアリーダー。
- ヘザー・チャンドラー - キム・ウォーカー（英語版）： ヘザースの初代リーダー。最初の犠牲者。
- ポーリーン・フレミング - ペネロープ・ミルフォード（英語版）： 熱血女性教師。
- リッパー神父 - グレン・シャディックス： 死んだ生徒たちの葬儀を取り仕切る。
- カート・ケリー - ランス・フェントン（英語版）： フットボールの花形選手。
- ラム・スウィーニー - パトリック・ラビオートゥー（英語版）： フットボールの花形選手。カートの相棒。
- ピーター・ドーソン - ジェレミー・アップルゲイト（英語版）： ベロニカらの同級生。
- マーサ・ダンストック（ダンプ） - キャリー・リン： ベロニカらの同級生。大柄でヘザースに虐められている。
- デニス - フィル・ルイス： ベロニカらの同級生。アフリカ系。
- ベティ・フィン - レネ・エステヴェス： ベロニカの友人。眼鏡をかけたおとなしい少女。
- ゴーワン校長 - ジョン・イングル（英語版）

## トリビア
- 脚本家のウォーターズはキューブリックに撮ってもらうつもりでこの作品を書いた[1]。初期には、ブラッド・ピットとジェニファー・コネリーがJDとベロニカにキャスティングされていた。ヘザー・グラハムも、ヘザーの一人としてキャスティングされたが、彼女の母親に断られて出演の話は消えた[1]。
- 2007年、この映画の脚本家であるウォーターズの監督作『セックス・カウントダウン』に、ウィノナが出演。
- 2009年に、テレビドラマ化が報じられた。映画続編の噂も立ったが、レーマン監督は「ウィノナが吹聴しているだけだ」と否定[2]。同年にミュージカル化され、のちにオフ・ブロードウェイやウエスト・エンドで公演された。